# Kiyohara no Fukayabu
Kiyohara no Fukayabu (清原深養父?) fue un poeta y burócrata japonés que vivió a mediados de la era Heian. Fue abuelo (y posiblemente padre) de Kiyohara no Motosuke y bisabuelo (y posiblemente abuelo) de Sei Shōnagon. Su nombre se encuentra en las listas antológicas del Chūko Sanjūrokkasen y del Ogura Hyakunin Isshu.

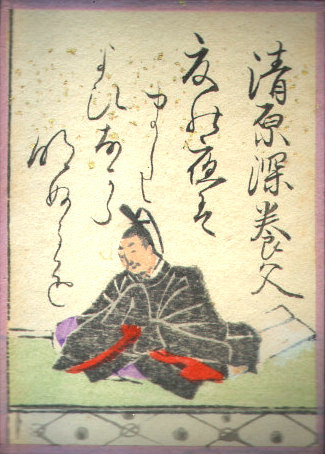
Kiyohara no Fukayabu, en el Ogura Hyakunin Isshu.

Fungió en varios cargos gubernamentales. 17 de sus poemas waka fueron incluidos en la antología imperial Kokin Wakashū. También fue hábil intérprete del koto y tuvo una amistad con Fujiwara no Kanesuke, Ki no Tsurayuki y Ōshikōchi Mitsune. En sus últimos años se recluyó en el templo de Fudaraku-ji. Compiló sus poemas en el Fukayabu-shū (深養父集?).